# Ларионов, Иван Александрович
Иван Александрович Ларио́нов (22 сентября 1906, дер. Синяки (Витебская область) — 20 сентября 1979, Ленинград, СССР) — советский конструктор оружия. Лауреат Сталинской премии второй степени.

## Биография
Ларионов Иван Александрович родился 22 сентября 1906 года в д. Синяки Витебской области в семье малоземельного крестьянина. После призыва в Красную армию был направлен на учёбу в военную школу. В 1928 году окончил Ленинградскую артиллерийскую техническую школу, затем работал в одном из научных учреждений оборонной промышленности (РККА).
С середины 1930-х годах работал на предприятиях оборонной промышленности. К началу войны — конструктор Ленинградского ЦКБ-22, специализировавшегося на разработке взрывателей. С 1944 года главный конструктор ЦКБ-22 (с 1945 НИИ «Поиск»). С 1968 года на пенсии.
И. А. Ларионов жил в Ленинграде. Умер в ноябре 1979 года. Похоронен на Северном кладбище.

## Изобретения

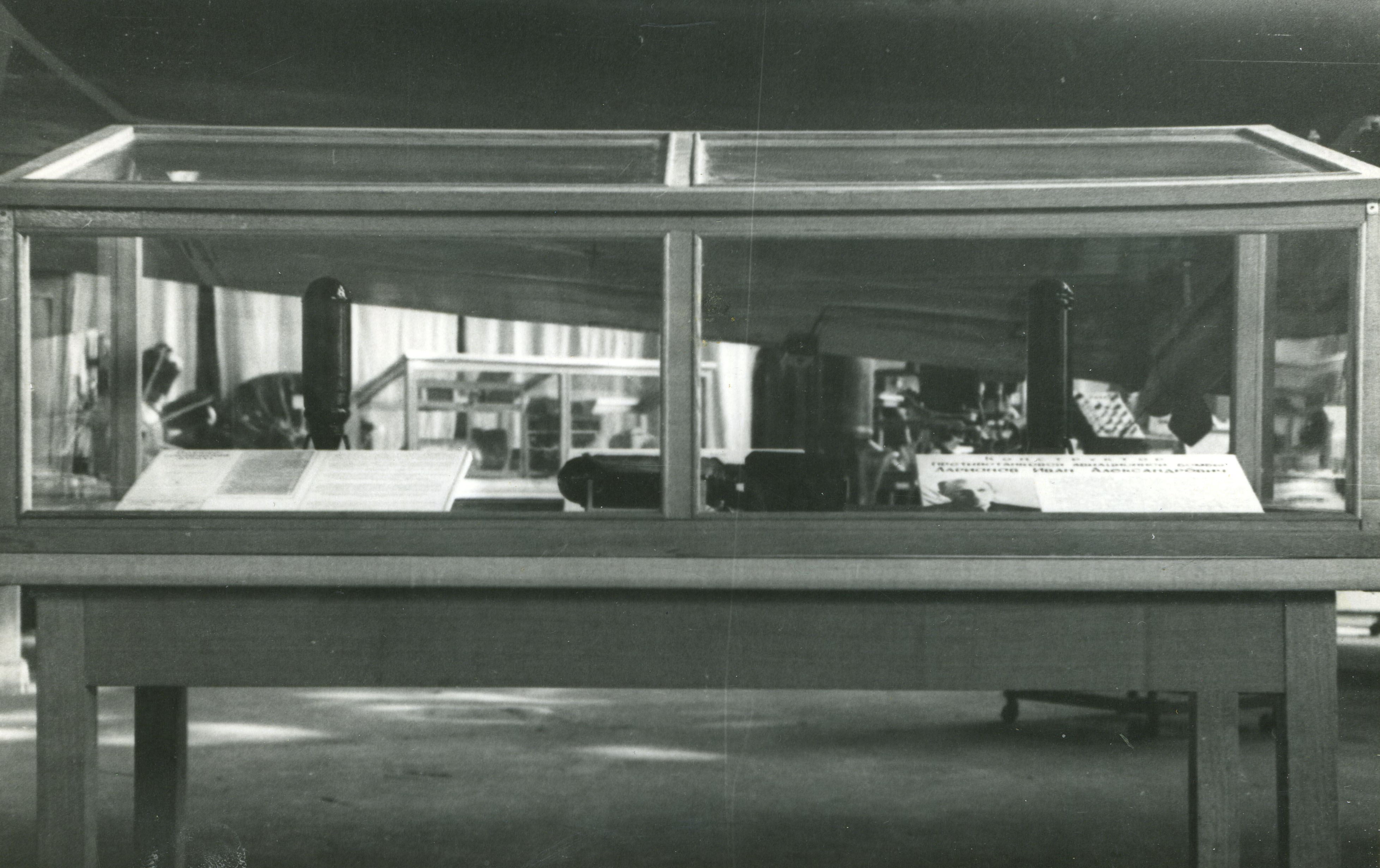

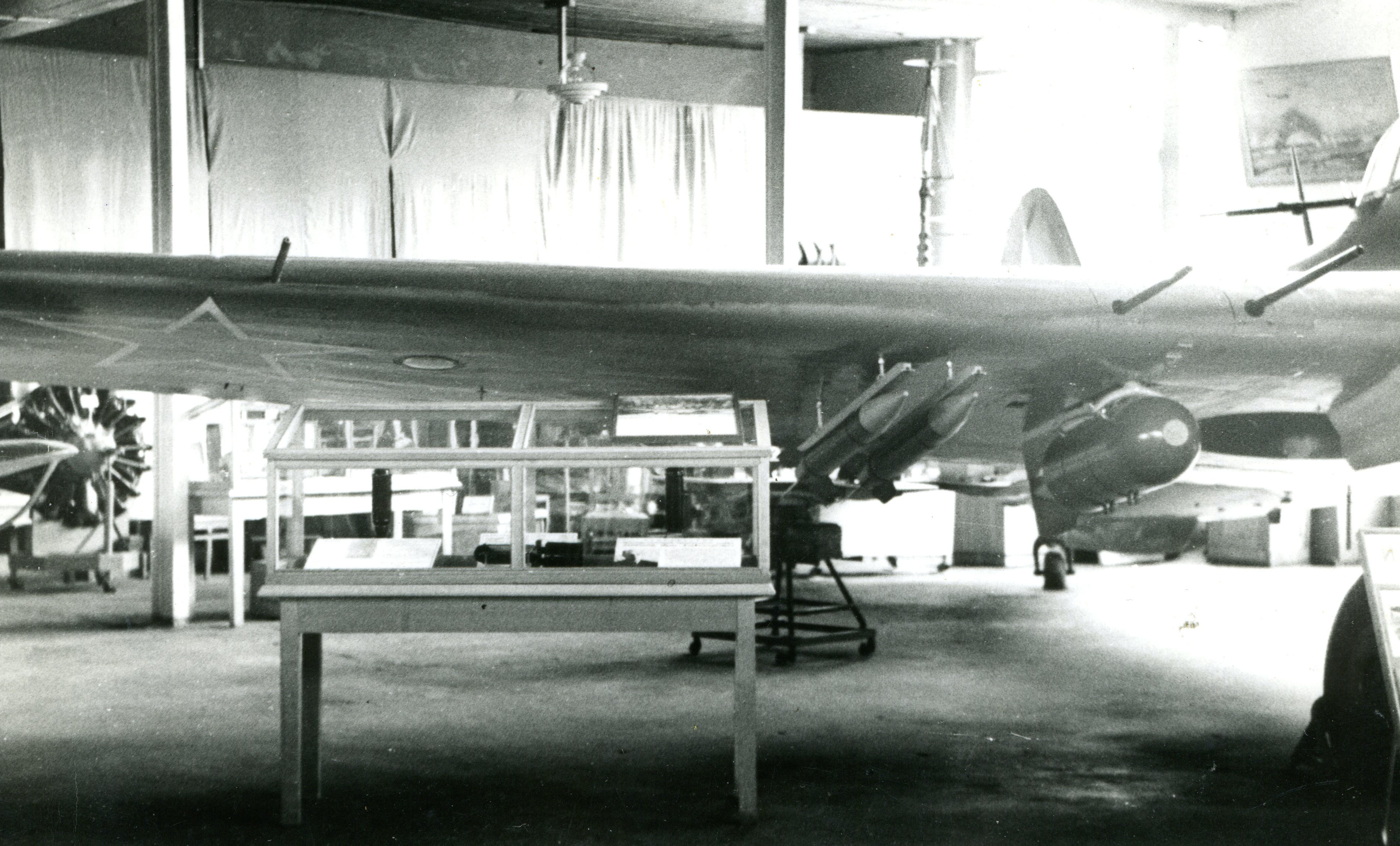

И. А. Ларионов — автор более 22 изобретений, которые в своем большинстве были реализованы и применялись для нужд обороны.
В январе 1942 года Ларионов предложил использовать против немецких танков легкую кумулятивную авиабомбу оригинальной конструкции (ПТАБ). Первый вариант авиабомбы весил 10 килограммов, её можно было сбрасывать с малых высот (до 25 метров). Окончательный, ещё более облегченный, вариант ПТАБ-2,5-1,5 — противотанковая авиационная бомба кумулятивного действия весом 1,5 кг в габаритах 2,5-килограммовой осколочной бомбы. Такое уменьшение веса давало возможность увеличить количество бомб на одном самолёте ИЛ-2 почти в 4 раза. За создание этой бомбы и взрывателя АД-А главный конструктор Ларионов в январе 1944 г. был награждён орденом Ленина, а в 1946 г. удостоен звания лауреата Сталинской премии СССР.
Ларионов — автор конструкции контактных взрывателей И-142 для нестабилизированных кассетных боевых элементов, принятых на вооружение в 1965 году.
В 1979 году в музее Военно-воздушных сил в Москве была оформлена витрина, посвященная Ивану Александровичу Ларионову и его изобретению.

## Награды и премии
- Сталинская премия второй степени (1946) — за создание нового вида авиационного вооружения[1]
- орден Ленина (январь 1944)
- орден Отечественной войны I степени (18.11.1944).